# Nikki Charm
Nikki Charm (* 21. Februar 1966 als Shannon Louise Eaves in Kalifornien) ist eine US-amerikanische ehemalige Pornodarstellerin.

## Karriere
Nikki Charm begann ihre Karriere im Jahr 1984 und war bis 2000 aktiv. Sie hatte einen Exklusiv-Vertrag bei der Vivid Entertainment Group und hat in genau 100 Filmen mitgespielt. Mitte der 1990er Jahre nahm sie eine Auszeit und arbeitete als Stripperin. Für ihre Verdienste wurde sie sowohl in der AVN Hall of Fame als auch in die XRCO Hall of Fame aufgenommen.

## Auszeichnungen & Nominierungen
- AVN Hall of Fame
- XRCO Hall of Fame